# シド・チャリシー
シド・チャリシー（Cyd Charisse、1922年3月8日 - 2008年6月17日）はアメリカ合衆国の女優、ダンサーである。1950年代のハリウッド黄金期にミュージカル映画で活躍し、フレッド・アステアとジーン・ケリーの相手役として知られる。
日本ではシド・チャリシーと表記されることが多いが、発音に近い表記はシド・シャリッシ、シド・シャリッス、あるいはシド・チャリースである。

## 人物と経歴

### デビュー
チャリシー（本名：Tula Ellice Finklea）はテキサス州のアマリロ生まれ。兄弟からは“Sis”と呼ばれていた。彼女はロサンゼルスでバレエを学び、その後“Siderova”という芸名でバレエ・リュスに参加した。第二次世界大戦勃発後、チャリシーはロサンゼルスに戻り、コール・ポーター作のミュージカル映画 Something to Shout About のダンサー役で女優デビュー。映画の振り付け師が、ジーン・ケリーを見いだした人物であったことから、チャリシーはメトロ・ゴールドウィン・メイヤーでミュージカル映画を専門に手がけるプロデューサー、アーサー・フリードの創作集団「Freed Unit」に参加することになった。

### ミュージカル黄金期
当時のMGMの二枚看板はフレッド・アステアとジーン・ケリーだったが、チャリシーはその二人の相手役をつとめる幸運に恵まれた。
チャリシーが初めてアステアと共演したのは、短編映画『ジーグフェルド・フォリーズ』(1946)。二度目の共演作『バンド・ワゴン』(1953)ではヒロインに扮し、彼女とアステアのダンスは絶賛された。1957年、チャリシーは再びアステアと組み、『絹の靴下』に出演。これはグレタ・ガルボ主演映画『ニノチカ』(1939)のミュージカル版リメイク作品であり、彼女はガルボの有名な役を演じた。アステアは彼の自伝でチャリシーに惜しみない賛辞を送っている。
ジーン・ケリーとは『雨に唄えば』(1952)で初共演し、『ブリガドーン』では準主役で出演。『いつも上天気』(1956)では、ケリーと並んで主役をつとめた。
1952年には、チャリシーの美しい脚に500万ドルの保険が掛けられて話題となった。この保険金額は、それまでのベティ・グレイブルの記録を抜いてハリウッド史上ナンバーワンとなった。

### 多彩な活動
1950年代後半、ハリウッドのミュージカル黄金期に終焉が訪れ、チャリシーがダンスを披露することはなくなった。しかし、チャリシーはそれからも女優として、映画やテレビに出演し続けた。チャリシーの活動は多岐に渡り、ブルー・メルセデスの I Want To Be Your Property (1987)とジャネット・ジャクソン「オールライト」(1990)のミュージックビデオには、カメオ出演して話題を呼んだ。また、1990年には活動的な熟年層を対象にしたエクササイズビデオ「Easy Energy Shape Up」を発売した。
チャリシーは80代を迎えても現役であり、ハリウッドの黄金期を取り上げたドキュメンタリーに度々出演している。2001年には、ギネスブックの特集で「最も価値のある脚」の持ち主として取り上げられた。2006年には、アメリカ合衆国における文化勲章、National Medal of the Arts and Humanitiesを受賞した。

### 私生活
チャリシーは1939年にニコ・チャリシーと結婚し、長男を出産するも1947年に離婚。1948年に歌手のトニー・マーティンと再婚し、次男を出産。彼女は亡くなるまで、60余年の長きに渡ってマーティンの妻であり続けた。
2008年6月17日、ロサンゼルスの病院にて心臓発作で亡くなった。86歳
。

## 主な出演作品
- 夢みる少女 Three Wise Fools (1946)
- 闘牛の女王 Fiesta (1947)
- 雨に唄えば Singin' in the Rain (1952)
- 北の狼 The Wild North (1952)
- バンド・ワゴン The Band Wagon (1953)
- 君知るや南の国 Sombrero (1953)
- 我が心に君深く Deep in My Heart (1954)
- ブリガドーン Brigadoon (1954)
- いつも上天気 It's Always Fair Weather (1955)
- 絹の靴下 Silk Stockings (1957)
- 暗黒街の女 Party Girl (1958)
- 明日になれば他人 Two Weeks in another Town (1962)
- サイレンサー 沈黙部隊 The Silencers (1966)
- ザッツ・エンタテイメント PART3 That's Entertainment! III (1993)

## 参照
1. 1 2  Cyd Charisse dies in LA at 86
2. 1 2  Wollen, Peter (1992). Singin' in the Rain. London: British Film Institute. pp. 42. ISBN 0-85170-351-8
3. ↑  Missiaen, Jean-Claude (1978). Cyd Charisse, du ballet classique à la comédie musicale. Paris: Henri Veyrier. pp. 38. ISBN 2-85199-186-8
4. ↑  https://www.imdb.com/name/nm0001998/bio/
5. ↑  “coverage of her award presentation at the White House”. Washington Post
6. ↑  “Legendary dancer Cyd Charisse dies”. CNN